# Bereczki Dániel
Bereczki Dániel (1995. június 2. –) magyar labdarúgó. Egyszeres U17-es, U18-as és többszörös U20-as magyar utánpótlás válogatott játékos.

## Pályafutása

### 2014
2014. augusztus 13-án csereként pályára lépett első felnőtt mérkőzésén, a Szekszárd elleni Magyar labdarúgókupa találkozón. Szeptember 11-én megszerezte élete első felnőtt gólját, ráadásul egyből kettőt, szintén Magyar labdarúgókupa találkozón, a Mórahalom ellen.

### 2015
2015. augusztus 9-én második felnőtt bajnoki találkozóján lépett pályára, ezúttal kezdőjátékosként a Szombathelyi Haladás ellen.

## Statisztika

### Klub teljesítmény
| Klub                     | Szezon           | NB I | NB I | NB II | NB II | NB III | NB III | Magyar kupa | Magyar kupa | Ligakupa | Ligakupa | Szuperkupa | Szuperkupa | Bajnokok-ligája | Bajnokok-ligája | Európa-liga | Európa-liga | Összesen | Összesen |
| Klub                     | Szezon           | Mérk | Gól  | Mérk  | Gól   | Mérk   | Gól    | Mérk        | Gól         | Mérk     | Gól      | Mérk       | Gól        | Mérk            | Gól             | Mérk        | Gól         | Mérk     | Gól      |
| ------------------------ | ---------------- | ---- | ---- | ----- | ----- | ------ | ------ | ----------- | ----------- | -------- | -------- | ---------- | ---------- | --------------- | --------------- | ----------- | ----------- | -------- | -------- |
| Debreceni VSC II. (DEAC) |                  |      |      |       |       |        |        |             |             |          |          |            |            |                 |                 |             |             |          |          |
| 2012                     | —                | —    | 1    | 0     | —     | —      | —      | —           | —           | —        | —        | —          | —          | —               | —               | —           | 1           | 0        |          |
| 2012–13                  | —                | —    | 19   | 3     | —     | —      | —      | —           | —           | —        | —        | —          | —          | —               | —               | —           | 19          | 3        |          |
| 2014–15                  | —                | —    | —    | —     | 8     | 2      | —      | —           | —           | —        | —        | —          | —          | —               | —               | —           | 8           | 2        |          |
| Összesen                 | —                | —    | 20   | 3     | 8     | 2      | —      | —           | —           | —        | —        | —          | —          | —               | —               | —           | 28          | 5        |          |
| Létavértes               |                  |      |      |       |       |        |        |             |             |          |          |            |            |                 |                 |             |             |          |          |
| 2013–14                  | —                | —    | —    | —     | 27    | 7      | —      | —           | —           | —        | —        | —          | —          | —               | —               | —           | 27          | 7        |          |
| Összesen                 | —                | —    | —    | —     | 27    | 7      | —      | —           | —           | —        | —        | —          | —          | —               | —               | —           | 27          | 7        |          |
| Debreceni VSC            | 2014–15          | 1    | 0    | —     | —     | —      | —      | 2           | 2           | 7        | 2        | —          | —          | —               | —               | —           | —           | 10       | 4        |
| Debreceni VSC            | 2015–16          | 1    | 0    | —     | —     | —      | —      | 0           | 0           | —        | —        | —          | —          | —               | —               | —           | —           | 1        | 0        |
| Debreceni VSC            | Összesen         | 2    | 0    | —     | —     | —      | —      | 2           | 2           | 7        | 2        | —          | —          | —               | —               | —           | —           | 11       | 4        |
| Karrier összesen         | Karrier összesen | 2    | 0    | 20    | 3     | 35     | 9      | 2           | 2           | 7        | 2        | —          | —          | —               | —               | —           | —           | 66       | 16       |

Utolsó elszámolt mérkőzés: 2015. augusztus 9.

## Válogatottság

### Mérkőzései az U17-es utánpótlás válogatottban
- 1. 2011. november 30.: Magyarország U17–Csehország U17 1–1  77'[2]

### Mérkőzései az U18-as utánpótlás válogatottban
- 1. 2013. február 11.: Norvégia U18–Magyarország U18 1–1  70'[3]

### Mérkőzései az U20-as utánpótlás válogatottban
- 1. 2014. október 13.: Norvégia U21–Magyarország U20 2–1  68'[4]